# ジュース

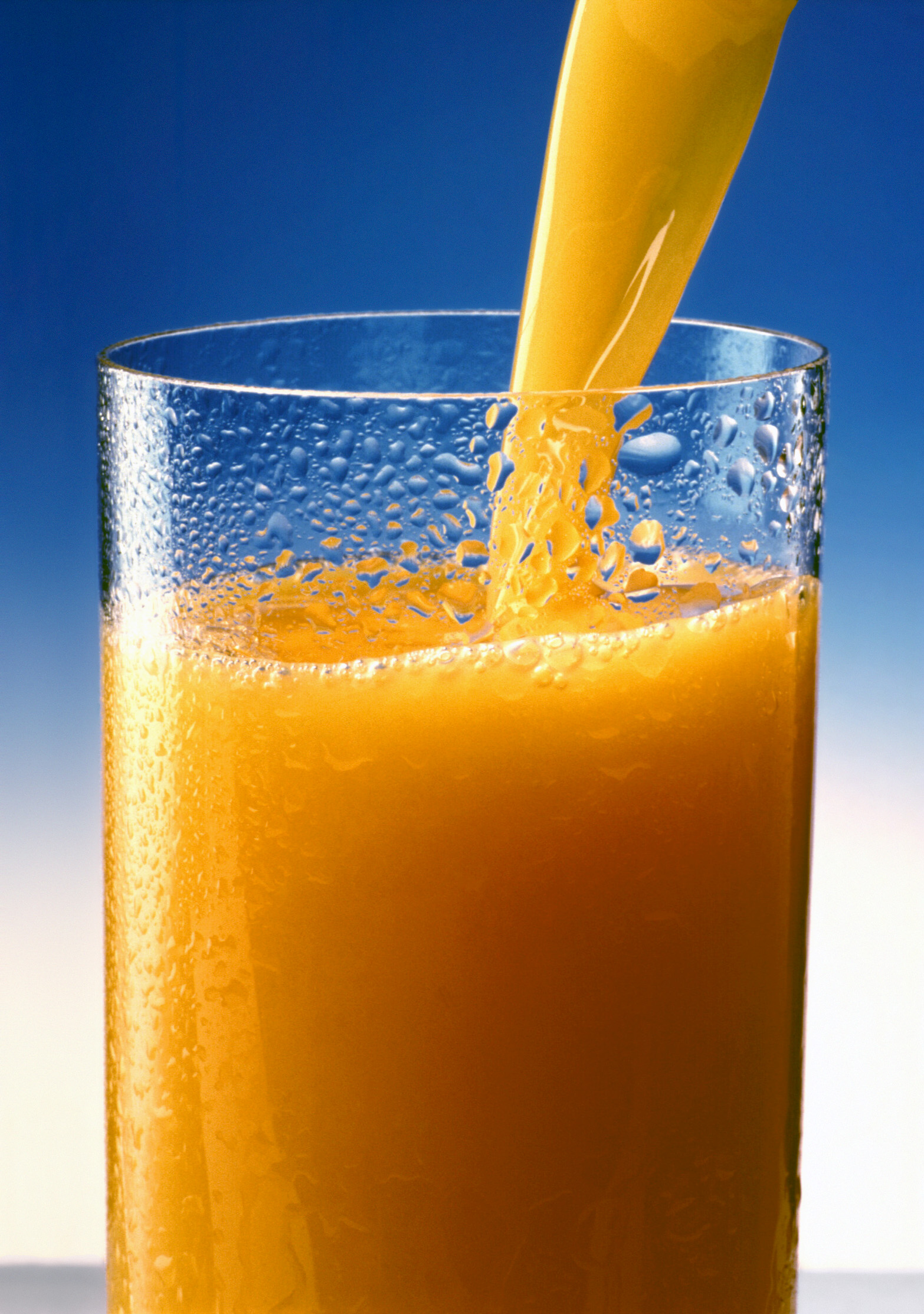
オレンジジュース

ジュース（英語: Juice）とは、果物や野菜の汁のこと。日本の食品表示基準上は100%果汁のことを指す。果汁ともいう。

## 日本におけるジュース

### 生産
2010年度における日本の果物ジュース生産量は50万9900 klであり、ここ数年は微増や微減を繰り返しながら総体としてはほぼ横ばいである。原料としては海外からの濃縮果汁の輸入も多く、果汁入り飲料も含めた原材料自給率は2011年に38%程度である。これに対し、野菜ジュース（野菜・果物混合ジュースを含む）の生産量は2012年度は54万9700 klにのぼっている。野菜ジュースの生産量は激増を続けており、2003年度の26万1000 klに比べ生産量は10年で倍以上の増加を示している。野菜ジュース生産の内訳としては野菜・果物混合ジュースがその半分以上である28万8100 klを占め、野菜のみの混合ジュースが12万9500 kl、トマトジュース（トマトのみを原料とする）が7万7600 klとなっている。

### JAS法
1960年代までは法的な定義がなかったため、果汁を含んでいないのにジュースを名乗る商品もあった。そこで主婦連合会などの消費者団体が「果汁100%のもの以外は『ジュース』を名乗ってはいけない」という趣旨の『不良ジュース追放運動』を1967年から1968年にかけて行った結果、1967年末に「農林物資の規格化及び品質表示の適正化に関する法律」（JAS法）が改正され、「果汁100%のもの以外は、『ジュース』という名称で販売できない」ことになった。1971年、公正競争規約でも決められた。また果汁100%ジュースの容器のみ、果実の切り口を描くことが認められている。
したがって粉末ジュースの名称も使用できないが、糖類や蜂蜜などの添加は許されている場合がある。果汁と野菜汁のみを原料とする飲料のうち、果汁が50%以上のものも、野菜ミックスジュースと表記できる。いずれの場合も、果汁・野菜汁は濃縮還元でもよい。なお、100%ではないが果汁が含まれている飲料は、ジュースではなく「果汁入り飲料」との表記になる。
また、一般に市販されているジュースのほとんどは、濃縮還元でも、ストレート果汁表記のものでも、加熱殺菌処理をされるため、ビタミンなどの栄養素は減少している場合が多く、栄養素の面では、実際に家庭でミキサーなどを使って作るジュースに比べると、格段に落ちてしまう。果物を摂取する代わりにというよりは、あくまで風味を楽しむものと考えた方が良い。
トマトジュース、にんじんジュースについては別に規定があり、トマト果汁100%のもののみをトマトジュースと表記できる。ただし、食塩の添加は認められている。にんじんジュースも同様である。トマトジュースの場合も、果汁は濃縮還元でもよい。「野菜ジュース」についての定義はないが、一般的には野菜汁のみ、または若干の食塩を添加した飲料で、果汁100%のものをいう。

### 「ジュース」の誤用
「ジュース」という言葉の正しい用法は上記のとおりであるが、日本においては「果汁」という本来の意味ではなく、コーラなどの炭酸飲料なども含めた甘いソフトドリンク全般（果汁の含有率を問わず）を「ジュース」と総称する地域や世代があり、日本語としてのジュースの定義が確立されて以降も俗称として一部に根強く残存している。これはかつて、多くのメーカーが果汁飲料ではないソフトドリンクを「ジュース」という商品名で一時的に販売していたという歴史に起因するものであると思われる。日本の規定によるジュースではない飲料は清涼飲料水である。
また、ジュースはあくまで果汁のことであり、必ずしも飲料を意味しない。したがって、食品にふりかけるなどに使われるレモン汁やその他の柑橘類の果汁も本来はジュースであるが、こうした飲料以外の目的の果汁は一般にジュースとして意識されていない。

## 材料
一般的には「ジュース」といえば甘いもの、すなわち果物を材料としたジュースを指すことが多く、野菜を材料としたものは「野菜ジュース」として果物のジュースとは異なったものとして扱われることが多い。
果物のジュースの材料としては、果汁が多く甘みや酸味が強い果物が使用しやすく、リンゴを材料とするリンゴジュース、オレンジを材料とするオレンジジュース、グレープフルーツを材料とするグレープフルーツジュースなどの消費が多くなっている。オレンジジュースにかぎらず、ウンシュウミカンなどの柑橘類を使用したジュースも多数販売されている。
このほかにも、ブドウやモモなどをジュースに加工して販売することも多い。果物のジュースは1種類の材料をそのままジュースにして販売することが多いが、いくつかの果物を混合してジュースにする、いわゆるミックスジュースも広く親しまれている。一般的なジュースは果肉を濾し、喉越しを整えて飲みやすくすることが多いが、あえて果肉を多く残し濃厚な飲み口を残す製造法もあり、これはネクターと呼ばれ、モモなどのジュース製造時に、よく使用される。
なお、一般的には果物のジュースは甘いものが多いが、中にはそれに当てはまらないものも存在する。たとえばレモンやユズなどの香酸柑橘類の場合、非常に酸味が強く甘みが少ないため、100%ジュースは食酢として利用するために販売される。甘いドリンクにする場合は水で割って砂糖を加え、エード（レモネード）やスカッシュの形にする。
また、ココナッツジュースは若いココヤシの果実の中に蓄えられる果汁であり、ジュースの定義に当てはまるが、甘みはあまり強くなく、どちらかというと水に近いものである。ただし、まったくの無味無臭というわけではなく、ほのかに甘く電解質が多く含まれるため、スポーツドリンクとして販売されることがあるうえ、生理食塩水としても利用可能である。なおココナッツからは、果汁のほか実の内側の胚乳をすりつぶして作るミルク状のココナッツミルクも採れ、甘いドリンクを作る場合は、こちらが使用されることが多い。
野菜ジュースにおいては、最も消費の多いトマトジュースはトマトのみをそのままジュースとすることが多く、ニンジンもそのまま100%ジュースにすることがあるが、多くの野菜ジュースはいくつかの材料を混合して「ミックスジュース」とすることが一般的である。果物と混合して野菜・果物ジュースとすることも非常に多い。これは、野菜、とくに青物や葉物野菜のジュースは、青汁に代表されるように、甘みが非常に少なく青臭さが出やすいために飲みにくく、甘みの強い野菜（ニンジンなど）や果物と混合することで、甘みを添加して飲みやすくするためである。

## 製法
家庭においてジュースを作る場合は、絞り器（スクイーズジューサー）などを使用して手で絞る場合と、電動のジューサーを使用して果物をすり下ろす場合とがある。手絞りは簡易な器具だけで絞れるために手軽であるが、果実を1つずつ自分の手で絞っていかねばならないために手間と労力がかかるうえ、量もそれほど作ることはできない。また、どちらかといえば柑橘類などのやわらかい材料に向いており、リンゴなどの固い材料はジュースにしにくい。電動のジューサーは材料を投入するだけでジュースを作れるうえ、ある程度固い材料でもジュースにできるため、家庭のほかジュースバーやレストランなどにおいて商業的にジュースを作る際にも使用される。
ジュースを飲料として大量生産する場合は、果実をそのまま搾って製造する製法（ストレート）と、いったん果実を搾って原料果汁を作った後で水分を飛ばして濃縮し、飲料にする際には原料と同じ分だけの水分を再び添加してジュースに戻す濃縮還元の、2つの方法が存在する。そのまま搾って製造する場合、新鮮で濃厚な風味が楽しめるが、日持ちがしないものが多い。これに対し、濃縮還元はいったん水分を飛ばして濃縮するために保存期間が長くなるうえ、重量が軽くなるために輸送や輸出入が簡単になる。このことにより、濃縮還元の登場は原料果汁の貿易を盛んにし、遠隔地から安価な果汁が大量に供給されることでジュースの低価格化と大衆化に大きな役割を果たした。なお、ストレートにせよ濃縮還元にせよ、加熱殺菌は同様に行われる。

## 利用
ジュースはそのまま飲料として飲むことが一般的であるが、酒と混合してカクテルの原料にすることも多いほか、料理に使用することもある。

## ジュースバー
ジュースバーとは、フルーツジュースを提供する店舗のことで、店舗によってはスムージーなどを提供するものもある。ソーダ・ファウンテン形式やカフェテリア形式の店舗が多いが、店内に席を設けたカフェ形式のものや屋台で商品を売り歩くものもある。
こうしたジュースバーにおいては、店頭にジューサーを客からよく見えるように配置し、注文に応じてその場で材料をジューサーにかけ、新鮮なジュースを提供することが多い。1種類の材料をそのままジュースにして提供することはあまり見られず、数種類の野菜や果物をミックスした商品をあらかじめ提示してあることがほとんどである。
この場合、材料をジュースにするだけでは飲みにくいことがあるため、牛乳や氷を加えたり、甘みの強い材料を加えることで、口当たりを良くすることが多い。日本においては21世紀に入ったころから、繁華街や大規模店舗の一角に小規模なジュースバーが進出するようになり、ジューサーバーなどのように大規模資本が参入して、多店舗展開を行うことも見られるようになった。

## 主なジュースメーカー
- ドール・フード・カンパニー（Dole）
- サンキスト（Sunkist）
- ミニッツメイド（Minute Maid）
- スナップル（Snapple）
- アップルタイザー（Appletiser）
- ウェルチ（Welch's）
- デルモンテ（Del Monte）
- トロピカーナ（Tropicana）
- えひめ飲料（ポンジュース）
- ポッカコーポレーション（ポッカレモン）
- Shine&Shine（シャイン＆シャイン）
- エルビー（フルーツセレクション）
- カゴメ
- めいらくグループ（スジャータ）

## ジュースの分類

### 濃縮還元
果汁を絞って濃縮し、その後水を加えて還元する方法。
加工に便利なものの濃縮する際にみかんの栄養素や本来の風味が失われるデメリットもある。

### ストレートジュース
果汁をそのままにする方法。
本来の味が楽しめるが、広い保管スペースが必要になり、輸送コストも高く値段が高い。

### フレッシュジュース
自宅や販売店で直接果汁を絞る。
安全性が高く、栄養素の損失も少ないが、保存できず、値段も高い。